# Natasha Nice
Natasha Nice, née le 28 juillet 1988 à Fontenay-sous-Bois, dans le Val-de-Marne, est une actrice pornographique franco-américaine.

## Biographie
Née en France, Natasha déménage à l'âge de 2 ans en Californie à Los Angeles.
Son premier emploi est serveuse dans un bar à hamburger.
Après avoir eu son diplôme dans une école privée de Los Angeles, plus précisément à Hollywood, elle entre dans l'industrie pornographique, en 2006, en tournant son premier film, The Black Mamba 1, de Rico Strong. Elle enchaîne rapidement les films (plus de 110 en 2012) pour des studios comme Brazzers, ou Reality Kings. Le dernier en date est I am Natasha Nice, où elle a pour partenaires Asa Akira, ou Shyla Stylez.
Natasha Nice défraie la chronique en 2009, en étant arrêtée avec cinq autres actrices (dont Claire Dames), pour exhibitionnisme et pour avoir tourné des scènes à caractère pornographique dans les rues de Los Angeles.
En mai 2010, elle lance son propre site officiel.
En 2011, elle devient la Penthouse Pet du mois de décembre.

## Filmographie sélective
- 2006 : Teens With Tits 9
- 2006 : Young Girls With Big Tits 7
- 2007 : Lesbian Training 6
- 2007 : When Girls Play 5
- 2008 : Cheating Affairs
- 2008 : Young Mommies Who Love Pussy
- 2009 : Her First Older Woman 7
- 2009 : The Violation of Amy Swarz
- 2010 : Woman's Touch 2
- 2010 : Party Nymph
- 2011 : Girls Kissing Girls 7
- 2011 : Girls Kissing Girls 8
- 2011 : Lesbian Adventures: Wet Panties Trib 1
- 2012 : Lesbian Adventures: Wet Panties Trib 2
- 2012 : Women Seeking Women 87
- 2013 : Triple Mania
- 2014 : Girls Night 2
- 2015 : My First Girlfriends
- 2015 : I Like Girls
- 2016 : Dani is a Lesbian
- 2017 : I Dream of Pussy 2
- 2018 : Lesbian Seductions: Older/Younger 62
- 2019 : Women Seeking Women 165